# 孫魯班
孙鲁班（？—？），字大虎，三国东吴吴郡富春。东吴大帝孙权长女，生母步练师，被称为大公主，全懌、全吳生母，全緒、全寄繼母，朱氏姨母。初嫁周瑜的儿子周循，周循死后，改嫁全琮，因此孙鲁班又称全公主、长公主。

## 生平
孙鲁班是孙权和步练师的长女，生得娇柔秀美，黄武年间，孙鲁班最初被嫁给周瑜的长子周循，拜骑都尉，不久周循早卒。
黃龍元年（229年），再嫁当时迁升卫将军、徐州牧的全琮 ，自此以后，孙鲁班常被称为全公主。同年，其妹孙鲁育也嫁给了朱据而被称为朱公主，全琮在迎娶孫魯班之前，全琮已經有過妻室，還生了兩個兒子，而孫魯班則為他生了小兒子全怿、全吴。在当时，全家一年四季都有赏赐，与刘家，张家并列。又至少到赤乌年间，孙鲁班已被册封为长公主。
嘉禾七年（238年）孙鲁班的母亲步夫人去世后，孙权准备立孙和的生母王夫人为皇后，但孙鲁班一向憎恨王夫人，加以阻止。
赤烏四年（241年）太子孙登也去世，赤乌五年（242年），孙权立三子孙和为太子。孙鲁班担心太子登基后会怨恨自己阻止其母王夫人成为皇后，便多次谮毁太子。孙权卧病在床时，孙和到宗庙为孙权祈神求福，孙和妃子的叔父张休的住所靠近宗庙，便邀请孙和到家中做客，被孙鲁班派人看到，她就到孙权面前诬陷说孙和不在宗庙，而是在张休家图谋不轨。孙鲁班又诬陷孙权生病时王夫人面有喜色，孙权听后责骂王夫人，致使王夫人忧闷而死。王夫人死后，孙和逐渐被孙权疏远，终于在赤乌十三年（250年）被废。建兴二年（253年），孙峻为巴结孙鲁班，将废太子孙和迁移到新都居住，后派使者赐死孙和，孙和正妃张氏也随之自杀。
後来因为孙鲁班诋毁过孙和与王夫人心中不安。后来知道孙权有立孙亮的意思，想自己预先求得亲近以得自保。全琮族子全尚之女生得美丽又善解人意，孙鲁班特别喜爱这个女孩，每次进宫总是带着她一起去觐见父皇，反复在孙权面前极力夸赞全氏美丽贤慧，劝孙权将其嫁给孙亮。赤乌十三年（250年），太子孙和被废为庶人，鲁王孙霸也同时被赐死，改立孙亮为太子，全氏也当了太子妃。
孙亮即位后，立全氏为皇后，对皇后一族非常优待。先前孙和为太子时，孙鲁班图谋废太子孙和，另立鲁王孙霸，但她的计划没有得到胞妹孙鲁育的赞同，于是姐妹之间产生了隔阂。五凤二年（255年），孙仪等密谋诛杀权臣孙峻，因事情败露，孙仪自杀。孙鲁班诬陷孙鲁育是孙仪的同谋，孙峻于是杀害了孙鲁育。
赤乌十二年大司马全琮病逝，四十多岁的她风韵犹存，孙峻三十多岁，正值壮年身材伟岸，孙鲁班多方勾引与孙峻私通在一起。孙峻死后，其堂弟孙綝把持朝政。孙亮厌恶孙綝专权，便开始追究孙鲁育被害之事。他知道孙鲁育之死与孙鲁班有关，便向孙鲁班询问孙鲁育的死因。孙鲁班害怕，说是朱据的两个儿子朱熊、朱损向孙峻告的密，孙亮便派丁奉杀了朱熊、朱损。太平二年（257年），孙亮和孙鲁班、太常全尚、将军刘丞（承）密谋诛杀孙綝，但被人告发。孙綝于是在夜里带兵袭击全尚，并派遣其弟孙恩杀刘丞（承），然后包围皇宫，废孙亮为会稽王，另立琅琊王孙休。最后把全尚流放到零陵，把孙鲁班流放到豫章。

## 演义形象
《三国演义》中，全公主孙鲁班与孙权二子孙和不睦。孙权长子孫登死后，孙和被立为太子。孙鲁班向孙权进谗言废孙和太子之位，孙和被废後忧愤而死。

## 家庭
父：
- 吴大帝孙权

母：
- 步夫人步練師

夫：
- 周循
- 全琮

子：
- 全緒
- 全寄
- 全懌，孙鲁班所生
- 全吳，孙鲁班所生

兄弟：
- 孫登，字子高，孫權長子，追谥为宣太子。
- 孫慮，字子智，孫權次子。
- 孫和，字子孝，孫權三子，追谥为文皇帝。
- 孫霸，字子威，孫權四子。
- 孫奮，字子揚，孫權五子。
- 孫休，字子烈，孫權六子，被擁立為东吴第三任皇帝。
- 孫亮，字子明，孫權七子，繼任為东吴第二任皇帝。

妹妹：
- 孙氏（待考），孙权次女。刘纂妻，早卒。
- 孙鲁育，孙权小女，字小虎。